# Forra del Lupo
La forra del Lupo (traduzione dal tedesco Wolfsschlucht) è un camminamento militare costituito da una trincea austro-ungarica che parte da Serrada ed arriva al forte Dosso del Sommo (Werk Serrada), uno delle più importanti "opere" austriache dell'intero fronte "meridionale", all'interno del territorio comunale di Folgaria e di Terragnolo in Trentino.

## Descrizione
La sua lunghezza è di 4,8 chilometri con un dislivello di oltre 400 metri. Segue tutto il profilo orografico verso la valle di Terragnolo. In pratica si tratta di una trincea intagliata nella roccia, con feritoie e postazioni d'artiglieria nonché alcuni ricoveri in caverna. In lingua cimbra il percorso è chiamato Klebostuo, la roccia fessurata, in quanto a metà itinerario si trova uno stretto passaggio tra alte pareti di roccia. Il riferimento al lupo potrebbe invece derivare dal fatto che il vento incanalandosi nella stretta gola produce dei suoni simile a un ululato o sibilo. Infatti gli austriaci chiamavano il posto anche la forra del Drago, Drachenschlucht.
La trincea fu costruita nel 1915 ancora prima dell'inizio della guerra. Faceva parte della cosiddetta Tiroler Widerstandslinie, ovvero la linea di massima resistenza che gli austro-ungarici costruirono tra il 1914 e il maggio 1915 dopo la decisione di ritirarsi dal confine politico su linee più facilmente difendibili. Infatti la linea continuò dalla forra ad ovest verso il Monte Finonchio per scendere poi per il Monte Ghello e a Rovereto, e ad est si collegò alla linea fortificata di forte Dosso del Sommo.
La forra del Lupo avevo lo scopo di bloccare l'avanzata italiana verso l'altopiano di Folgaria, e richiese il superamento di numerose difficoltà ingegneristiche e logistiche con costruzione di gallerie, grotte, scale scavate nella roccia e passaggi a picco. Fu occupato all'inizio da reparti di Standschützen che respinsero fra l'estate del 1915 e l'inizio dell'offensiva austro-ungarica nel maggio 1916 vari attacchi italiani. Dopo la Strafexpedition e lo spostamento della linea sul massiccio del Pasubio e il passo della Borcola divenne linea arretrata.
Abbandonata dopo il conflitto, sopravvisse in stato di abbandono fino al restauro completato nel 2015, che ha permesso l'inclusione del suo percorso come itinerario escursionistico SAT 137 all'interno del “Parco della Memoria del Trentino”.
Di questa trincea sono presenti diverse foto, (alcune presenti lungo la trincea) di Ludwig Fasser, sottotenente del battaglione Standschützen di Schwaz, due foto dell'archivio di Franco Salin, Oskar Teuber, Bildarchiv, Archivio Clam Gallas Winkelbauer, e il museo dei Kaiserjäger di Innsbruck, autore anche di alcune mostre dedicate alla forra, e due quadri del pittore di guerra Albin Egger-Lienz e uno di Ferdinand Kruis.
Inoltre Ludwig Fasser, ha raccontato la Forra del Lupo, nel suo diario di guerra. Pubblicato in lingua italiana, dal gruppo di volontari che sta ripulendo la trincea. Il libro è intitolato "Di Fronte" - Uno Standschütze da Schwaz alla Forra del Lupo, composto da due libri, il diario e le foto.

## Galleria d'immagini

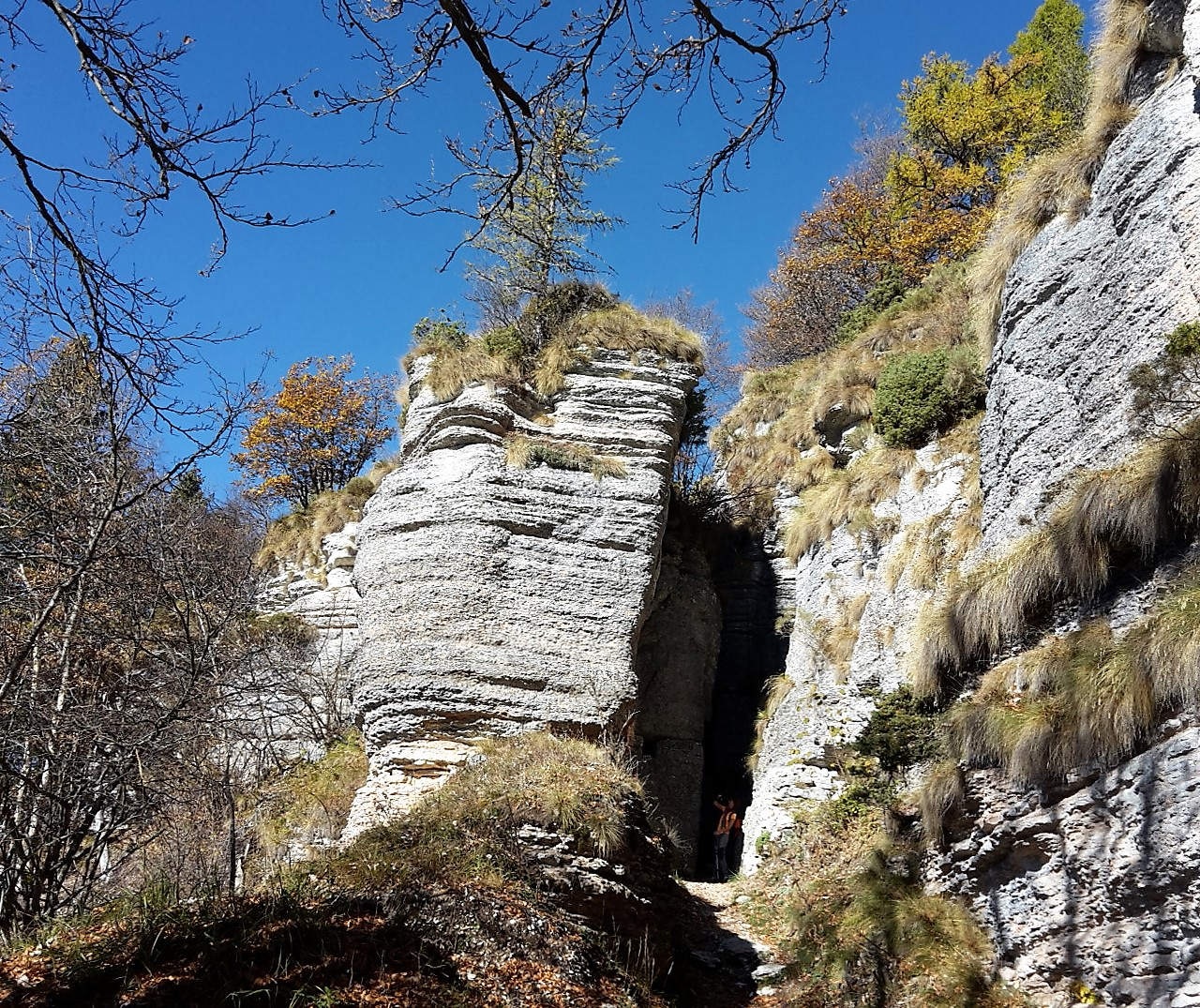
L'uscita dalla forra
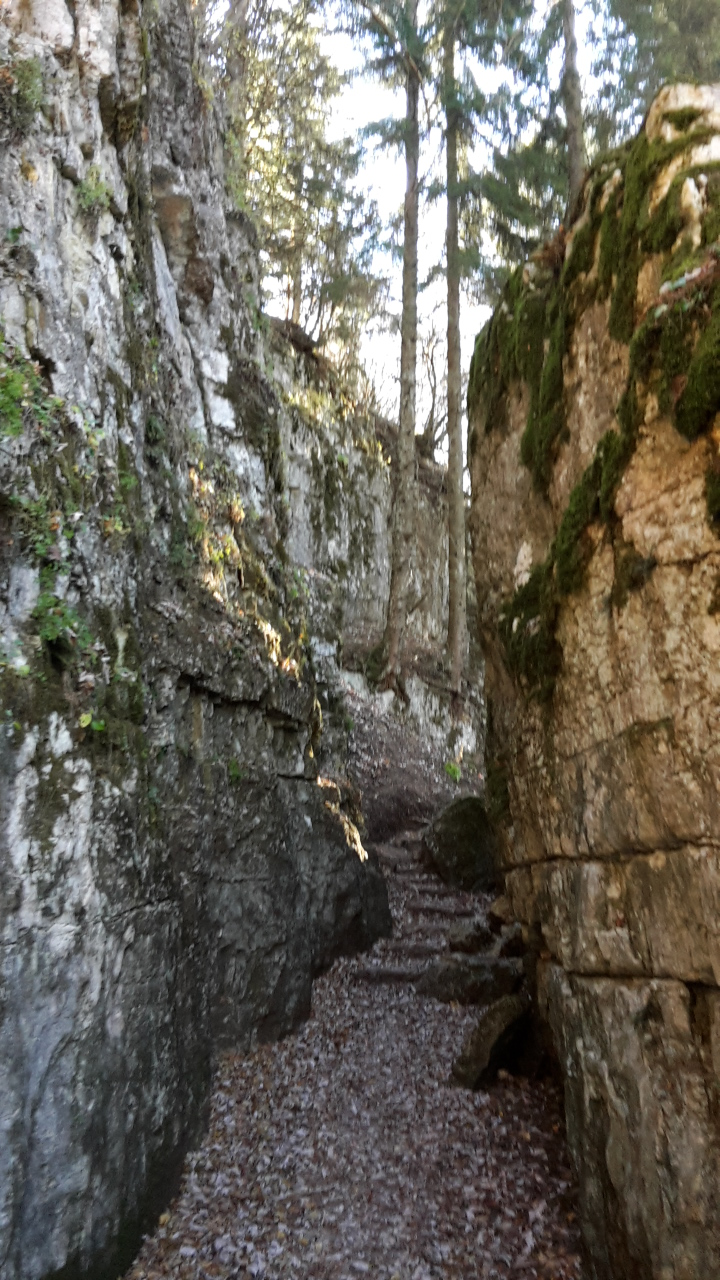
Altro percorso lungo la forra
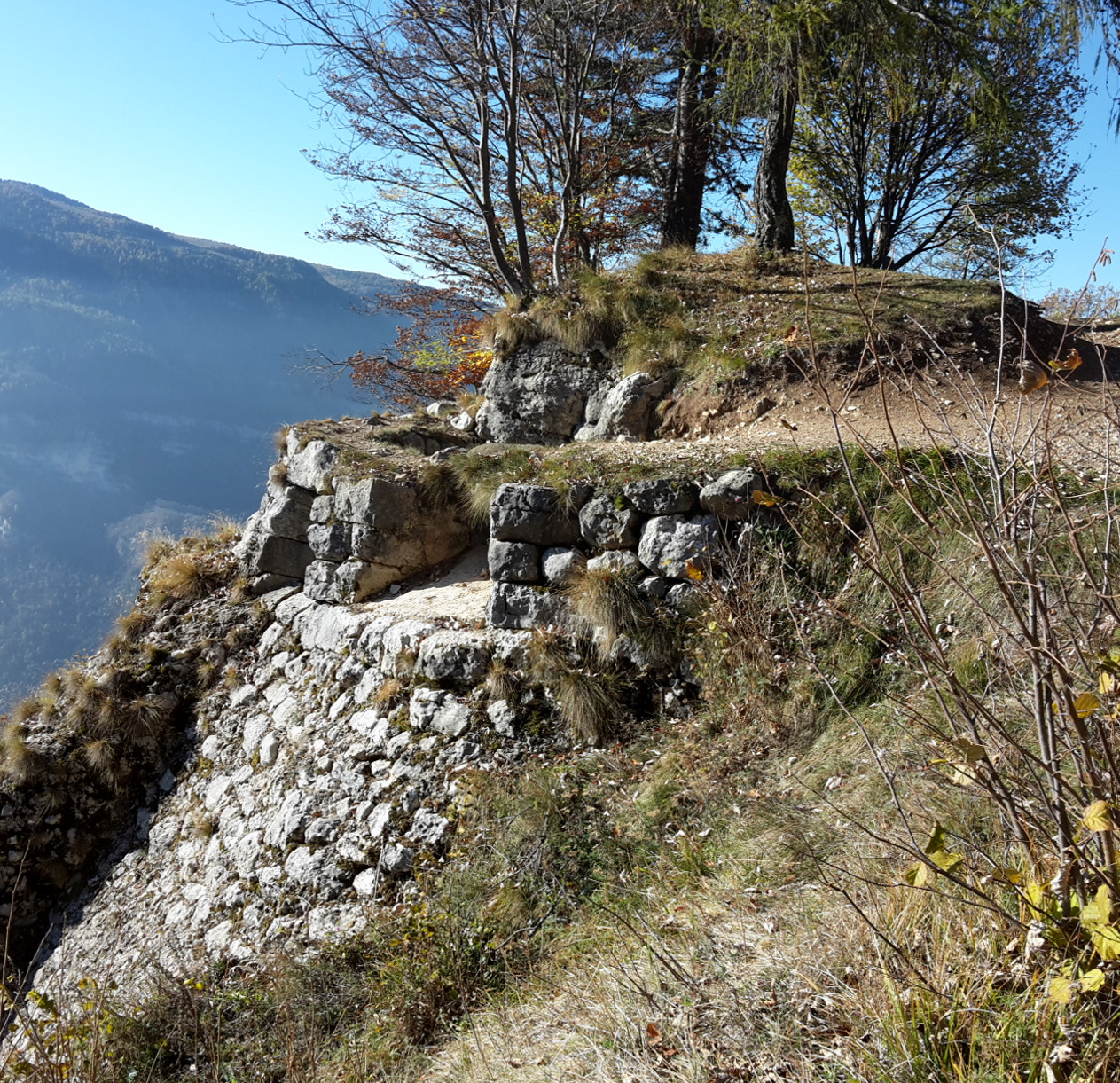
Una delle batterie lungo il sentiero che conduce alla forra del Lupo